# Диссоциативные расстройства
Диссоциати́вные расстро́йства (от лат. dissociare, форма dissocio — «разъединять», «разделять») — группа психогенных психических расстройств, характеризующихся изменениями или нарушениями ряда психических функций — сознания, памяти, чувства личностной идентичности, осознания непрерывности собственной идентичности, а также нарушениями контролирования движений тела. Обычно эти функции интегрированы в психике, но когда происходит диссоциация, некоторые из них отделяются от потока сознания и становятся в известной мере независимы. Так, может утрачиваться личностная идентичность и возникать новая, как это происходит в состояниях фуги или множественной личности, либо могут стать недоступными для сознания отдельные воспоминания, как в случаях психогенной амнезии. Группа «диссоциативные расстройства» объединяет расстройства, считавшиеся ранее истерическими.
В МКБ-10 диссоциативные расстройства также названы «конверсионными». Данный термин применимым к некоторым из этих расстройств, подразумевает неприятный аффект, который порождён неразрешёнными проблемами и конфликтами, и трансфированный в симптомы.
Термин «диссоциация» был предложен в конце XIX века французским психологом и врачом П. Жане, который заметил, что комплекс идей может отщепляться от основной личности и существовать независимо и вне сознания (но может быть возвращен в сознание с помощью гипноза). В современной психиатрии термин «диссоциативные расстройства» используется для обозначения трех феноменов:
- возникновения множественной личности,
- психогенной фуги,
- психогенной амнезии.

## DSM-IV и DSM-5
В разделе «диссоциативные расстройства» DSM-IV-TR описаны 5 диагнозов:
- Диссоциативная амнезия / англ. Dissociative amnesia (МКБ-9 код 300.12)
- Диссоциативная фуга / англ. Dissociative fugue (300.13)
- Диссоциативное расстройство идентичности / англ. Dissociative identity disorder (300.14)
- Деперсонализационное расстройство / англ. Depersonalization disorder (300.6)
- Диссоциативное расстройство без дополнительных уточнений / англ. Dissociative Disorder not otherwise specified (300.15)

В новом издании DSM-5 перечислены следующие диссоциативные расстройства:
- Диссоциативное расстройство идентичности / англ. Dissociative identity disorder, 300.14 (F44.81)
- Диссоциативная амнезия / англ. Dissociative amnesia, 300.12 (F44.0)
- Диссоциативная амнезия с диссоциативной фугой / англ. Dissociative amnesia with dissociative fugue (300.13 (F44.1)
- Расстройство деперсонализации/дереализации / англ. Depersonalization/Derealization Disorder, 300.6 (F48.1)
- Другое уточнённое диссоциативное расстройство / англ. Other Specified Dissociative Disorder, 300.15 (F44.89)
- Неуточнённое диссоциативное расстройство / англ. Unspecified Dissociative Disorder, 300.15 (F44.9)

## МКБ-10
В МКБ-10 в разделе «диссоциативные (конверсионные) расстройства» (F44) описаны следующие диагнозы:
- Диссоциативная амнезия (F44.0)
- Диссоциативная фуга (F44.1)
- Диссоциативный ступор (F44.2)
- Транс и одержимость (F44.3)
- Диссоциативные расстройства движений и ощущений (F44.4 — F44.7)
  - Диссоциативные двигательные расстройства (F44.4)
  - Диссоциативные конвульсии (F44.5)
  - Диссоциативная анестезия или потеря чувственного восприятия (F44.6)
- Смешанные диссоциативные (конверсионные) расстройства (F44.7)
- Другие диссоциативные (конверсионные) расстройства (F44.8)
  - Синдром Ганзера (F44.80)
  - Расстройство множественной личности (F44.81)
  - Транзиторные диссоциативные (конверсионные) расстройства, возникающие в детском и подростковом возрасте (F44.82)
  - Другие уточнённые диссоциативные (конверсионные) расстройства (F44.88; включаются психогенная спутанность и сумеречное состояние)
- Диссоциативное (конверсионное) расстройство неуточнённое (F44.9)

Также существует органическое диссоциативное расстройство (F06.5).

## Диссоциация в культуре и психологии
Некоторые из древнейших диссоциативных феноменов связаны с религиозной деятельностью — шаманизмом, вселением «духов», глоссолалией. Помимо этого, у провидцев и медиумов существовало множество способов, с помощью которых они достигали состояния транса или экстаза и индуцировали видения. В повседневной жизни диссоциации различной степени возникают в состоянии мечтательности, рассеянности, невнимательности и при выполнении автоматических действий типа вождения автомобиля.